# Scheich Hasan
Scheich Hasan (kurmandschi Şêx Hesen, arabisch الحسن بن عدي DMG al-Hasan ibn ‘Adī, auch Scheich Sin, geboren 1195; gestorben 1246) war der Urgroßneffe von Scheich Adi und der Urenkel von Scheich Adis Bruder Scheich Sahr. Er war der vierte Anführer des Adawiyya-Ordens und gilt als eine heilige Persönlichkeit im Glauben der Jesiden.

## Leben
Scheich Hasan war ein jesidisches Oberhaupt im 13. Jahrhundert und der Sohn von ʿAdī ibn Abī ʿl-Barakāt. Als der Statthalter von Mossul, Badr ad-Din Lulu, die Steuern erhöhte, kam es zu Streitigkeiten zwischen Scheich Hasan und Badr ad-Din Lulu. Daraufhin ließ Badr ad-Din Lulu Scheich Hasan hinrichten und verübte anschließend ein Massaker an den Jesiden im Lalisch-Tal. Der Nachkomme und Sohn von Scheich Hasan war Scheich Scharaf ad-Din (Şerfedîn).

## Verehrung durch die Jesiden
Scheich Hasan wird in den sakralen Texten der Jesiden als Heiliger verehrt. Zwei Qewls zu Ehren Scheich Hasans wurden von Scheich Fekhredin verfasst. Die Jesiden huldigen Scheich Hasan als Sultan in dem folgenden Qewl:
Qewlê Şêxê Hesenî Siltanê

(deutsch: Hymne des Scheich Hasan der Sultan)
- Strophe 1 Vers 1: „Şêxê Hesenî Siltanê, î Siltanê, Siltanê.“

(„Scheich Hasan ist der Sultan, der Sultan, der Sultan.“)
- Strophe 2 Vers 1: „Şêxê Hesenî Feqîre, î Feqîre, Feqîre.“

(„Scheich Hasan ist der Feqir, der Feqir, der Feqir.“;
- Feqîr ist Kurmandschi und bedeutet der „Arme“ auf Deutsch.)
- Strophe 3 Vers 1: „Şêxê Hesenî Seyide, î Seyide, Seyide.“

(„Scheich Hasan ist der Sayyid, der Sayyid, der Sayyid.“;
- Sayyid ist Arabisch und bedeutet der „Herr“ auf Deutsch.)
- Strophe 4 Vers 1: „Şêxê Hesenî mezine, î mezine, mezine.“

(„Scheich Hasan der Große, der Große, der Große.“)
- Strophe 5 Vers 1: „Şêxê Hesenî dilbirîdare, î dilbirîdare, dilbirîdare.“

(„Scheich Hasans Herz ist verwundet, sein Herz ist verwundet, sein Herz ist verwundet.“)